# 富楼那
富楼那弥多羅尼子（ふるなみたらにし、梵:Pūrṇa Maitrāyanīputra プールナ=マイトラーヤニープトラ、巴:Puṇṇa Mantānīputta プンナ=マンターニープッタ 富楼那弥多羅尼弗多羅）は、釈迦仏の十大弟子の一人である。略して富楼那(ふるな)と呼ばれることが多い。
音写では富楼那弥多羅尼弗多羅とも表記するが、弥多羅尼(ミトラヤニー)とは母親の名であり、弗多羅(プトラ)は「子」を意味する。またフランナと表記されることもある。漢訳では満願子、満願慈、満足慈、満厳飾女子、満見子などと記される。
十大弟子中では最古参であり、大勢いた弟子達の中でも、弁舌にすぐれていたために説法第一と称された。パーリ仏典には、その名を記したプンナ教誡経（Puṇṇovāda-sutta）が収録されている。

## 出身
コーサラ国のカピラ城近郊、ドーナヴァストゥ（またはスナーパランタ）という村のバラモン種族に生まれた。父はカピラ城主である浄飯王（すなわち釈迦の実父）の国師で、母は釈迦の最初の弟子衆である五比丘の一人である僑陳如（カウンディニヤ）の妹とも伝えられる。彼の実家は巨万の富を有していたといわれる。

## 経歴
釈迦とは生年月が同じで、幼くして既に聡明で、バラモンの四ヴェーダ（聖典）と五明（声・因・医・工・内）に通じていたが、世塵を厭うて雪山（ヒマラヤ）に入山学道し、苦行を重ねて四禅定と五神通を得たが、釈迦の成道を聞き、波羅奈(ヴァーラーナシー)国の鹿野苑へ同朋と赴き仏弟子となった。『マハーヴァストゥ』には、五神通に通達した29人の弟子を有していたが、仏陀が出世したと聞いて、ヴァーラーナシーへ赴き釈迦の弟子となったと記される。なお『未曾有因縁経』下の異説では、嫉妬心のために出家し、20年修学して外道の学に通じ、王舎城に帰って釈迦仏に議論をいどんだが、仏に破られて弟子となった、また4つの弁才があったと伝えている。
舎利弗(シャーリプトラ)は富楼那の徳風を慕い、日中に彼が坐禅する場所に行き、よく問答を行い互いに賞賛しあっていたという。また阿難(アーナンダ)も、新入の比丘たちに対して、富楼那は非常にためになる比丘であると諭していた。
富楼那は阿羅漢果を得て各地に赴き、よく教化の実を挙げ、9万9000人の人々を教化したとも伝えられる。